# Østersørådet
Østersørådet,(engelsk:Council of the Baltic Sea States (CBSS)), blev grundlagt i 1992; Danmark og Tyskland var i 1992 fællesskab initiativtagere til oprettelsen af det  som et regional samarbejdsforum. Hovedmålet er at binde Østersø-regionen sammen i et stadig tættere samarbejde mellem alle Østersølandene via tre langsigtede prioritetsområder: "Regional Identity", "Safe & Secure Region" og "Sustainable & Prosperous Region". Disse tre prioriterede områder sigter mod at behandle temaerne miljø, økonomisk udvikling, uddannelse, kultur, civil sikkerhed, børns rettigheder og menneskehandel. Formandskabet for organisationen roterer årligt mellem medlemslandene og den 1. juli 2019 overtog Danmark formandskabet efter Letland. Det danske formandskab løber frem til 30. juni 2020 og vil i høj grad fokusere på reformer af Østersørådet, så organisationen kan bevare sin rolle som et centralt dialogforum i regionen. 
Den 4/3/2022 blev Rusland og Hviderusland smidt ud af rådet, som følge af Ruslands invasion af Ukraine. 
Østersørådet er et samarbejde mellem Danmark, Estland, Finland, Letland, Litauen, Norge, Polen, Sverige, Island, Tyskland og Den Europæiske Union.
Elleve lande har observatørstatus: Frankrig, Ungarn, Italien, Holland, Rumænien, Slovakiet, Spanien, Ukraine, UK, USA.

## Eksterne links
Officielt Websted